# Західно-південнослов'янські мови
Західні південнослов'янські мови (також південно-західні південнослов'янські мови) — одна з двох підгруп південнослов'янської мовної групи, до якої входять словенська, хорватська, боснійська, сербська і чорногорська мови (останні чотири мови активно формуються з 1991 року, до 1991 єдиною мовою хорватів, босняків, сербів і чорногорців вважалася сербохорватська мова з двома рівноправними нормами — хорватською та сербською). Поширені на частини територій Центральної та Південної Європи — у Словенії, Хорватії, Боснії і Герцеговині, Сербії, Чорногорії. Також носії західних південнослов'янських мов живуть у низці інших європейських країн (сумісних із названими вище: в Італії, Австрії, Угорщини, Румунії, Македонії або тих, що не межують з ними: у Німеччині, Франції та інших країнах). Крім того, на західних південнослов'янських мовах говорять нащадки переселенців з Європи в Америці (США, Канада) та в Австралії.
Загальна кількість тих, хто говорить близько 18 млн осіб.
Для вокалізму західних південнослов'янських мов характерне протиставлення довгих і коротких голосних, у просодії відзначається політонічне, різномісцеве наголос, в граматиці на відміну від східних південнослов'янських мов збереглися іменне відмінювання та інфінітив, відсутня артикль, зникають форми простих.
Писемність сучасних західних південнослов'янських мов заснована на кирилиці та латинському алфавіті, у хорватів аж до першої половини XX століття функціонувала глаголиця як регіональний церковний лист.

## Літературні мови та діалекти
Західні південнослов'янські мови утворюють єдиний мовний континуум, що плавно переходить у східний південнослов'янський ареал. На даній мовній території сформувалися пояси змішаних і перехідних говірок: словенсько-кайкавський (словенсько-хорватський), сербсько-македонська та сербсько-болгарська.

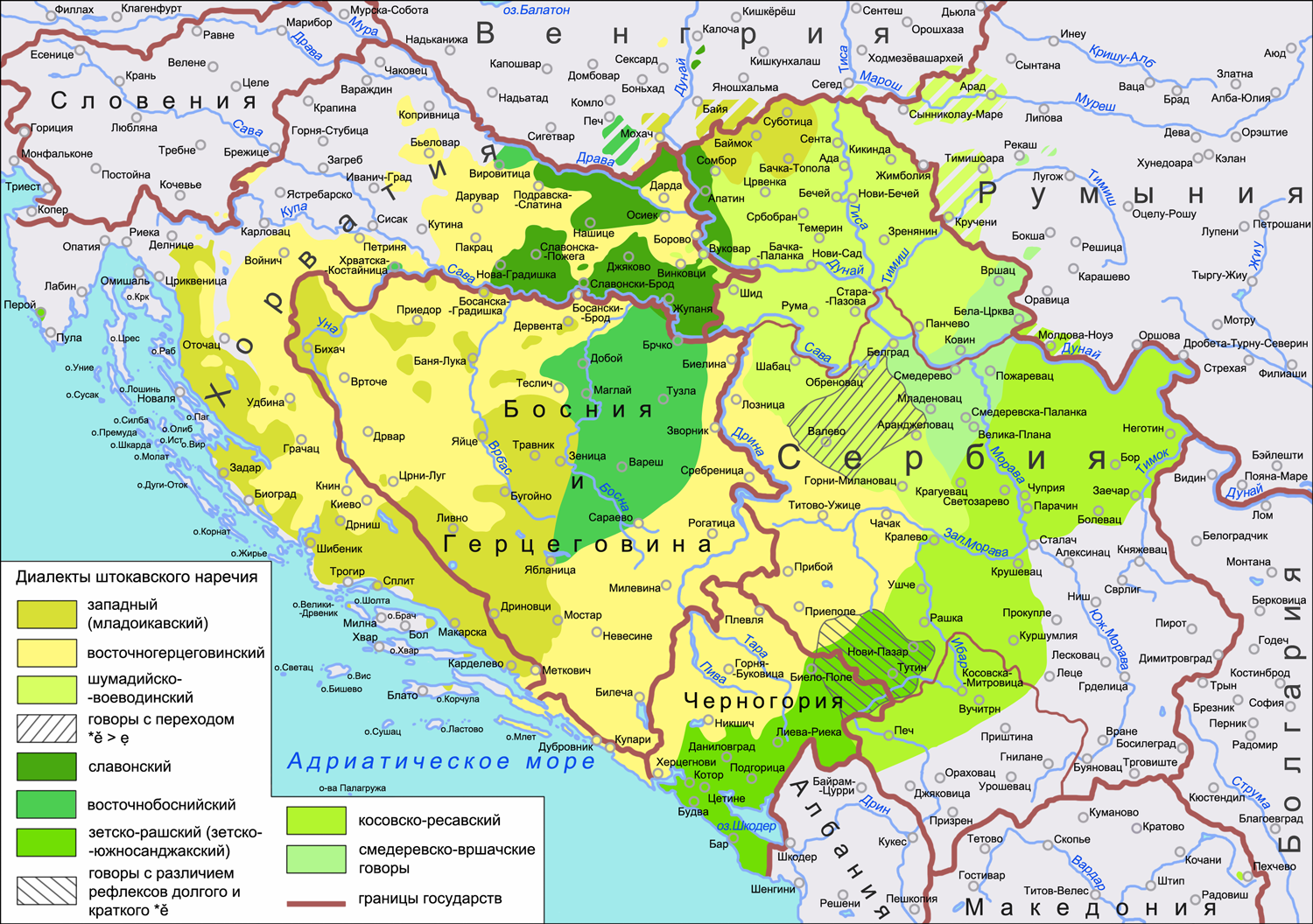
Діалекти штокавської говірки

Сучасний діалектний ландшафт сербохорватського ареалу представлений чотирма діалектами, або прислівниками: штокавським, чакавським, кайкавським та торлакським. Мовні риси сербохорватських прислівників різняться настільки, що взаєморозуміння носіїв окремих діалектів, які мають літературним мовою, то, можливо сильно утруднено. Найбільш поширеним за кількістю розмовляючих та охопленням області поширення є штокавське прислівник. На ньому говорять у Чорногорії, Боснії та Герцеговині та на більшій частині територій Сербії та Хорватії.
Говори штокавського прислівника (новоштокавські східногерцеговинські та шумадійсько-воєводинські) лежать в основі сучасних хорватської, боснійської, сербської та чорногорської літературних норм. Також на штокавській основі сформувалася мала слов'янська літературна мова в Італії — молизько-слов'янська. Крім того, в даний час робляться спроби створення літературної мови на базі буневських говір штокавського прислівника в прикордонних районах Сербії та Угорщини.
Торлакське прислівник, ареал якого розташований у південно-східній Сербії, за своєю структурою зближується з мовами балканського мовного союзу, говірки торлакського прислівника утворюють пояс перехідних говірок від штокавського ареалу до області поширення болгарської та македонської мов.
На чаківському говірці говорять у приморських районах західної Хорватії, на кайкавському — у північній та центральній Хорватії, переважно в районах, суміжних зі Словенією, у тому числі і в околицях Загреба. Кайкавська говірка багато в чому схожа з діалектами словенського мови. На основі говірок чаківської та кайкавської прислівників розвиваються чаківська та кайкавська регіональні літературні мови, обмежені в основному сферою художньої літератури. Крім того, регіональна мова на базі говорів чаківського прислівника сформувалася в Австрії у градищанських хорват — градищансько-хорватська, або бургенландсько-хорватська мова. В даний час чаківська та кайкавська говірка найчастіше розглядаються як діалектні об'єднання хорватської мови.

Ареали словенських діалектів

Словенський мовний ареал становлять сім діалектних груп — каринтійська, приморська, рівтарська, горенська, долінський, штирійська і паннонська. У ряді регіонів Словенії та в сусідніх з нею країнах формуються обласні розмовні мови, які частково витісняють деякі словенські діалекти. Ці мови є місцеві наддіалектні освіти. Виділяються центральнословенська, південноштирійська, північноштирійська, приморська, рівтарська та каринтійська розмовні мови. На основі словенських діалектів розвиваються або розвивалися в минулому також кілька малих літературних мов: на базі приморських діалектів в Італії — різьянська та венеціансько-словенська мови, на базі паннонських діалектів в Угорщині — прекмурсько-словенська.
Серед циган, що живуть у Сербії (головним чином у громаді Сремська-Митровиця), на основі сербської мови сформувалася змішана цигано-сербська мова з чисельністю тих, хто розмовляє за даними на 2006 рік, в 172 тис. людина.

## Класифікація
Західний південнослов'янський мовний ареал ділиться на дві підгілки — словенську та сербохорватську (сербську / хорватську / боснійську / чорногорську), до яких включені такі літературні мови:
- словенська мова;
- сербохорватська (хорватосербська) мовний континуум:
  - хорватська мова;
  - боснійська мова;
  - сербська мова;
    - слов'яносербська мова;

  - чорногорська мова.

## Ареал та чисельність
Основний ареал західних південнослов'янських мов — Балканський півострів і прилеглі до нього території Центральної та Південної Європи. Носії західних південнослов'янських мов становлять більшість населення в таких країнах, як Словенія, Хорватія, Боснія та Герцеговина, Сербія та Чорногорія. Також носії західних південнослов'янських мов представляють автохтонне населення (як етнічні меншини) у таких країнах, як Італія (словенська, хорватська), Австрія (словенська, хорватська), Угорщина (словенська, хорватська, сербська), Румунія (сербська) та Македонія (сербська, боснійська). Значні діаспори носіїв західних південнослов'янських мов (у тому числі сформовані з робітників-мігрантів) представлені в Німеччині, Франції та інших країнах Західної Європи, а також у країнах Америки (США, Канада, Аргентина) та в Австралії.
За даними видання Ethnologue, західними південнослов'янськими мовами говорять близько 18 млн осіб. З них на словенській у Словенії – 1 910 тис. осіб (2012), всього у світі – 2 085 тис. осіб; на хорватській в Хорватії — 4 200 тис. осіб (2006), всього у світі — 5 609 тис. осіб ; на боснійському в Боснії та Герцеговині – 1 120 тис. осіб (2014), всього у світі – 1 334 тис. осіб  ; на сербському (включаючи також чорногорський) у Сербії та Чорногорії — 6 620 тис. осіб (2002), всього у світі — 8 639 тис. осіб . Згідно з окремою статистикою з чорногорської мови в Чорногорії, кількість тих, хто розмовляє цією мовою, становить 229,3 тис. осіб (2011) .

## Мовні особливості
Західні південнослов'янські мови разом із східними характеризуються такими загальними рисами, як:
1. Розвиток поєднань rat, lat на місці праслов'янських поєднань *ort, *olt на початку слова при низхідній інтонації: сербскохорв. дорівнює «рівний», лакат «лікоть», словенний. raven, lakat ; болг. дорівнює, лак'т, макед. рамен, лакот.
2. Зміна праслов'янського носового *e > e більшу частину південнослов'янського мовного ареалу.
3. Перехід праслов'янської гласної *y у всіх позиціях i.
4. Наявність флексії -omь у іменників чоловічого та середнього роду твердого відмінювання (у західнослов'янських та східнослов'янських мовах сформувалося закінчення -ъmь ).
5. Наявність закінчення — у іменників на -a м'якого відмінювання у формі родового відмінка однини і називного і знахідного відмінків множини (у західнослов'янських і східнослов'янських мовах сформувалося закінчення е).
6. Широке поширення поліфункціонального сполучника і.
7. Наявність давніх загальнопівденнослов'янських слів, наприклад, дієслово зі значенням «ступати»: сербскохорв. газити, словен. gaziti; болг. газя, макед. гази.

Для західних південнослов'янських мов характерний ряд специфічних рис, протиставлений рисам східних південнослов'янських мов :
1. Опозиція довгих і коротких голосних. У сербохорватському відзначається п'ять пар довгих і коротких голосних: / ā /, / ē /, / ī /, / ō /, / ū / — / a /, / e /, / i /, / o /, / u /. У словенській літературній мові представлені варіанти семи із восьми фонем словенської фонетичної системи ([iː], [eː], [ɛː], [аː], [ɔː], [oː], [uː]), які можуть бути довгими в ударній позиції.[14] У торлакському говірці, як і в східних південнослов'янських мовах, опозиція довгих і коротких голосних втрачено.
2. Наявність у сербсько-хорватській мові гласної повної освіти а на місці редукованих: сун «сон», день «день»; у словенському редуковані перейшли в a (у довгих складах) та e [ə] (у коротких складах): mȃh «мох», dȃn «день», pes [pəs] «пес». У болгарській мові на місці редукованих представлені голосні ъ, е: сън «сон», мох «мох», ден «день», пес «пес»; в македонській мові — голосні про, е: сон "сон", ден "день".[15]
3. Збереження l епентетичного після губних приголосних p, b, m, v на стику морфем на місці праслов'янських поєднань губного з j: сербохорв. земља, словен. zemlja. У болгарському та македонському l відсутня: болг. земля «земля», макед. земля. Дане явище зближує західні південнослов'янські мови зі східнослов'янськими та протиставляє їх східним південнослов'янським та західнослов'янським мовам.
4. Послідовне затвердження напівм'яких приголосних.
5. Збереження праслов'янського політонічного наголосу. Тонічні характеристики та розподіл наголосу у словоформах при цьому варіюють за діалектами. У східному південнослов'янському ареалі тональність не збереглася. У болгарській мові, як і в торлакській говірці, сформувався різномісний наголос, у македонській — фіксований на третій мові від кінця слова.
6. Стійке збереження іменного відмінювання, виключаючи частину говірок сербохорватського ареалу (аналітична іменна система склалася в говірках торлакського прислівника). У східних південнослов'янських мовах відмінкові флексії втрачені.
7. Збереження інфінітиву. На східних південнослов'янських мовах інфінітив замінюється поєднанням союзу і з дієсловом у формі сьогодення. Така сама тенденція заміни інфінітиву характерна для сербохорватського ареалу.
8. Збереження форм ступенів порівняння. У болгарській та македонській мовах на їхньому місці виступають приставкові освіти.
9. Відсутність артикля. Постпозитивні артиклі широко використовують у торлакском говірці й у східних південнослов'янських мовами.
10. Втрата форм найпростіших минулих часів. У східних південнослов'янських мовах зберігається складна система форм минулого.

Між словенським та сербохорватським мовними ареалами відзначається низка відмінностей, пов'язаних як із збереженням архаїзмів, так і з розвитком інновацій у мовах відповідних ареалів. Так, архаїчні риси, що збереглися в словенській мові ( подвійне число в імені та дієслові, деяка відмінність у формах коротких і повних прикметників, супин), втрачені в сербохорватському. Інновації, що розвинулися в словенському (сильна редукція голосних, часткова втрата середнього роду за діалектами, зникнення простих минулих часів, спрощення або втрата тонічного наголосу на діалектах), невідомі в сербохорватському ареалі. Крім того, у словенській та сербохорватській мовах відзначаються відмінності в розвитку праслов'янських рефлексів, так, наприклад, на місці носового *ǫ в сербсько-хорватській представлена голосна у ( рука «рука»), а в словенській — o ( року ); в групах *tъlt, *tьlt у сербсько-хорватському відбулася вокалізація l ( дуг «борг», вук «вовк»), а в словенському редукований розвинувся у голосну повну освіту — (dolg, volk). Для торлакського прислівника характерні значні відмінності від решти західного південнослов'янського ареалу, багато в чому ці відмінності пов'язані з впливом на торлакські говірки мов балканського мовного союзу, в першу чергу, македонської та болгарської.